# Maggie Simpson
Margaret "Maggie" Simpson (spelad av Nancy Cartwright, Elizabeth Taylor, James Earl Jones, Yeardley Smith och Harry Shearer) är en av huvudfigurerna i den animerade tv-serien Simpsons. 

## Biografi
Maggie är dotter till Homer och Marge Simpson och lillasyster till Bart och Lisa Simpson. I ett halloween-avsnitt säger utomjordingen Kang att han är den riktiga pappan, men eftersom halloween-avsnitten inte tillhör "Simpsons universum" är Homer Maggies riktiga far.
Hon är vanligen klädd i ett blått klänningsliknande plagg. Maggie har också en röd napp som hon använder nästan hela tiden. Hon har endast pratat vid ett fåtal tillfällen. Hon har bland annat sagt "daddy" till Homer efter att han lagt henne att sova och lämnat rummet, kallat Mr Burns "Santa" i ett avsnitt och sade "Dadeli dodeli" när hon, Bart och Lisa var adopterade av Flanders. I långfilmen sa hon "sequel" (uppföljare), i slutet av filmen.
Maggie är känd i Springfield för att ha varit den som sköt Montgomery Burns. Hon har dessutom en nemesis i sin egen ålder med sammanväxta ögonbryn, Gerald Samson.
I den äldre versionen av introt till Simpsonsavsnitten placeras Maggie av misstag på rullbandet när Marge är och handlar. När Maggie passerar kassaapparaten anger den att hon kostar 847,63. I framtiden kommer hon att få en dotter som också heter Maggie, och byter då namn till "Maggie Sr.". Hon kommer bli en berömd musiker och få ett barn med en av bandmedlemmarna.

## Karaktär
För sin ålder beskrivs Maggie som ett geni, hon kan stava till E=MC², köra bil, spela saxofon, byta blöja och har givit tillbaka napparna till de andra barnen på Ayn Rand School for Tots. Hon har fyra gånger räddat livet på sin far, Homer, då hon har skjutit med ett hagelgevär på Springfields maffialiga, kastat en sten i huvudet på Russ Cargill och befriat honom från bilbärgaren Louies källare, samt räddat honom från att drunkna. Hon hjälpte också familjen att fly från kupolen i filmen.
Det har visat sig att Maggie är ett geni, eftersom hon härmar en hel del, som när hon kom in på Wickerbottom's Pre-Nursery School after att hon härmat Lisa, vilket av misstag resulterade i ett IQ på 167. Hon har även slagit en klubba i Homers huvud och skjutit en dartpil på ett fotografi av honom efter att hon tittat på Itchy & Scratchy.
Hon har skjutit Mr. Burns två gånger, Hennes favoritartist är Roofi, hon är beroende av Marge och rymde för att leta rätt på henne efter att hon åkt till en spaanläggning. När Marge försökte att få henne att bli mera självständig saknade Marge behovet av att hjälpa Maggie, men efter ett tag ville Maggie återigen bli ompysslad av Marge. Hon övervägde en gång att lämna sin familj och bli en Flanders, men då hon såg Marge ändrade hon sig.

## Röst
Med få undantag talar Maggie aldrig men är mycket delaktig i händelserna omkring sig och gör gester och visar ansiktsuttryck. Maggies första replik var i det första The Simpsons Shorts-avsnittet, Good Night, som sändes i The Tracey Ullman Show. I det avsnittet gjordes hennes röst av Liz George.
Därefter hördes hennes röst i Bart vs. Thanksgiving och Flaming Moe's. Hennes uttalande i dessa episoder utspelade sig i fantasier av Bart och Homer och räknas då in som kanon. Det första ord som talades i serien av henne förekom i Lisa's First Word, där hennes röst gjordes av Elizabeth Taylor. Trots att hon bara hade ett ord ("Daddy=Pappa"), hade Taylor svårt att spela in dialogen och fick försöka flera gånger innan producenterna var nöjda.
I det avsnittet hördes inte hennes röst från några karaktärer och därför var första gången som Bart och Lisa Simpson hörde henne tala var i Home Sweet Homediddly-Dum-Doodily. Första gången som Homer och Marge Simpson hörde henne tala var i Coming to Homerica. I de tidigaste episoderna gjorde Yeardley Smith många av Maggies läten och repliker, men har senare ersatts av Nancy Cartwright. ,
Maggie har även haft repliker i två Treehouse of Horror-avsnitt och i The Simpsons: Filmen, men dessa röster räknas som kanon. James Earl Jones och Harry Shearer gjorde hennes röst i Treehouse of Horror V och IX medan repliken i filmen gjordes av Nancy Cartwright.